# Surendranager
Surendranager este un oraș în India.